# 愛の園 (布施明の曲)
『愛の園』（あいのその）は、1968年に発売された布施明の13枚目のシングル盤レコードである。

## 解説
本曲は1968年4月20日に発売された。布施明の代表的なヒット曲の一曲である。布施はこの曲で1968年のNHK紅白歌合戦に2度目の出場を果たした。
作曲の平尾昌晃は、布施の代表曲である『霧の摩周湖』のヒットを機に、作曲家として本格的に活動することを決意して結核の完全治療を行うために肋骨6本を切除する大手術を受けて長期入院中であり、本曲はその入院中に制作したことを後年語っている。

## 収録曲
1. 愛の園
作詞：山上路夫　作曲：平尾昌晃　編曲：森岡賢一郎
2. 愛のカンツォーネ
作詞：山上路夫　作曲：東海林修　編曲：東海林修